# Túnel ferroviari de Somport
El túnel de Somport és un túnel ferroviari internacional de 7.874 metres construït entre els anys 1908 i 1915 que va permetre unir França i Espanya per la línia Pau - Canfranc. L'entrada espanyola se situa al poble de Canfranc, a 1.195 msnm, i la francesa, a 1.075 msnm, es troba a la colònia ferroviària de Les Forges d'Abel, creada a partir de la construcció de la línia i del túnel.
Dels 7.874 metres que té el túnel, 4.714 són al costat espanyol i 3.160 al costat francès. La perforació de la meitat de la infraestructura va costar a Espanya nou milions de pessetes, però el cost del costat francès va superar aquesta xifra.
Actualment aquest túnel no té la funció de túnel ferroviari sinó que se li ha donat diferents usos, després que es tanqués la línia a causa d'un accident al Pont de l'Estanguet l'any 1970. Des de 1986 serveix com a boca d'accés al Laboratori Subterrani de Canfranc (LSC) i des del 2003 també fa la funció de boca d'emergència del túnel viari de Somport.

## Història

### Els inicis
Narcís Hereu Matas, qui va fer fortuna a la Guerra Civil dels Estats Units (1861-1865), va gestionar el projecte des de la seva residència a París i després a Madrid, entre els governs d'Espanya i França i va finançar personalment la posada en marxa de la línia, a través de les entitats bancàries de França i Aragó, fins a la primera part del projecte. El consorci al qual alimentava econòmicament finalment va trencar i es va vendre. Narcís Hereu Matas, arruïnat, va tornar finalment als Estats Units.

### El projecte (1900-1910)
Entre 1900 i 1910 les companyies el Nord d'Espanya i el Midi francès van crear el projecte de la línia, que era molt ampli: S'havia de perforar un únic traçat de 7.874 metres, amb una altura de 6 metres i una amplada de 4,25 metres.

### Les obres de construcció (1908-1915)
Les obres comencen el 10 d'octubre de 1908 al costat francès i el 23 d'octubre del mateix any a la boca espanyola. A l'hora de construir-lo, i per anar més ràpid, es va fer la galeria base i la galeria superior amb la volta del túnel de manera simultània. Al costat francès es van utilitzar trepants de perforació amb aire comprimit i una gran quantitat de dinamita. L'energia necessària dins del túnel es feia gràcies a la Presa d'Anglus, situada molt a prop de Les Forges d'Abel. Durant la construcció, però, els treballadors es van trobar amb diferents obstacles: calor, problemes de ventilació, aigua subterrània, lliscaments de terra, entre d'altres. El 13 d'octubre de 1912 es van trobar els dos equips de perforació, però no va ser fins al 10 de setembre de 1915 que no es va donar per acabada la construcció del túnel.

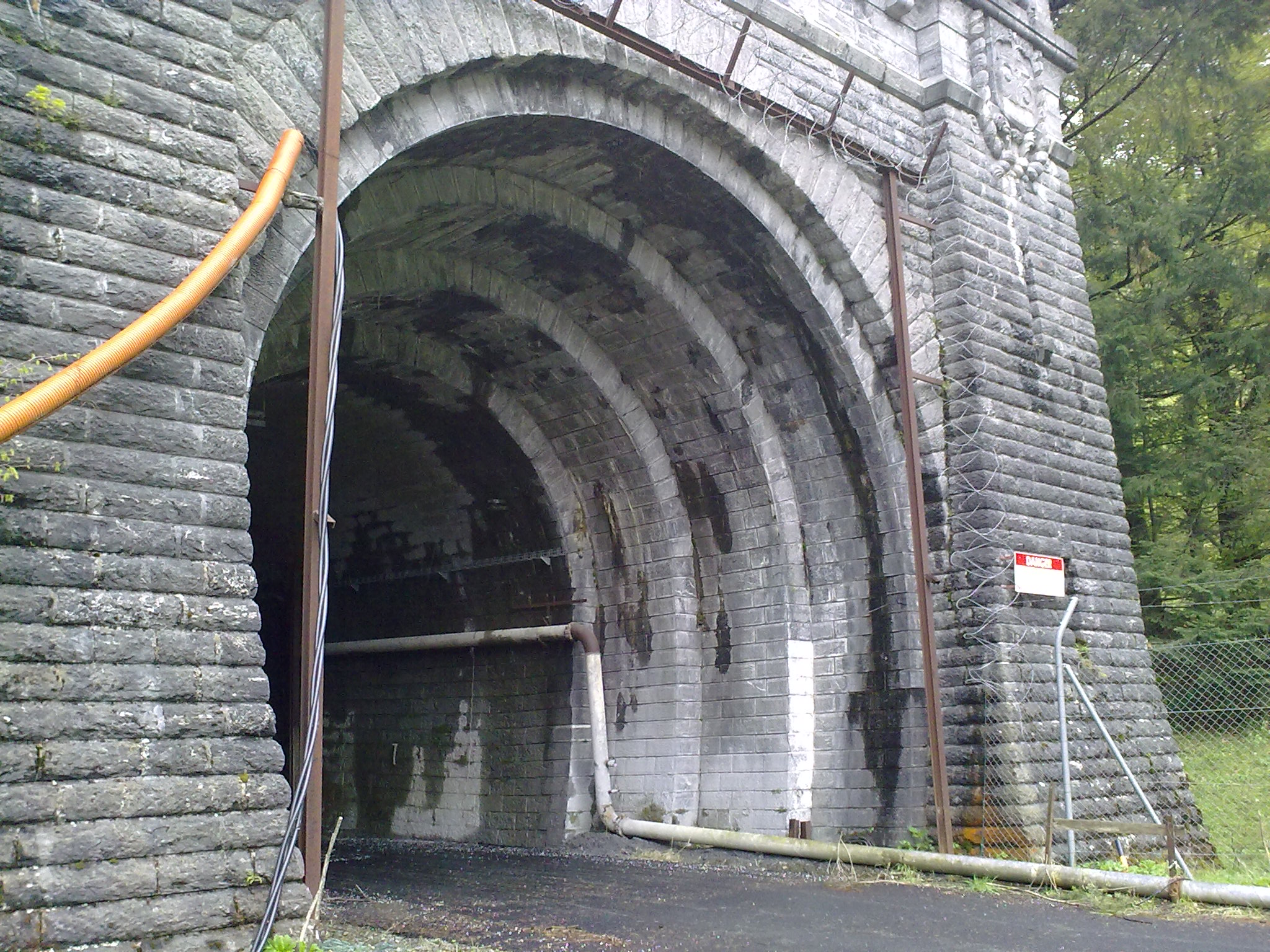
Boca francesa del túnel ferroviari de Somport

### L'època en funcionament (1928-1970)
El ferrocarril no va començar a funcionar fins al 19 de juliol de 1928, quan es va inaugurar la línia, ja que França es va veure immersa en la Primera Guerra Mundial. L'any 1929, el seu primer any de funcionament, 50.000 tones de mercaderies varen ser transportades a través de la frontera.
El túnel va funcionar fins a l'any 1970, quan un tren de mercaderies va descarrilar al seu pas pel Pont de l'Estanguet. Aquell fet va causar el tancament de la línia entre Canfranc i Pau (la SNCF no va arreglar el tram afectat) i des de llavors la línia continua en desús, excepte el tram entre Pau i Bedós.

### Present (1970-actualitat)

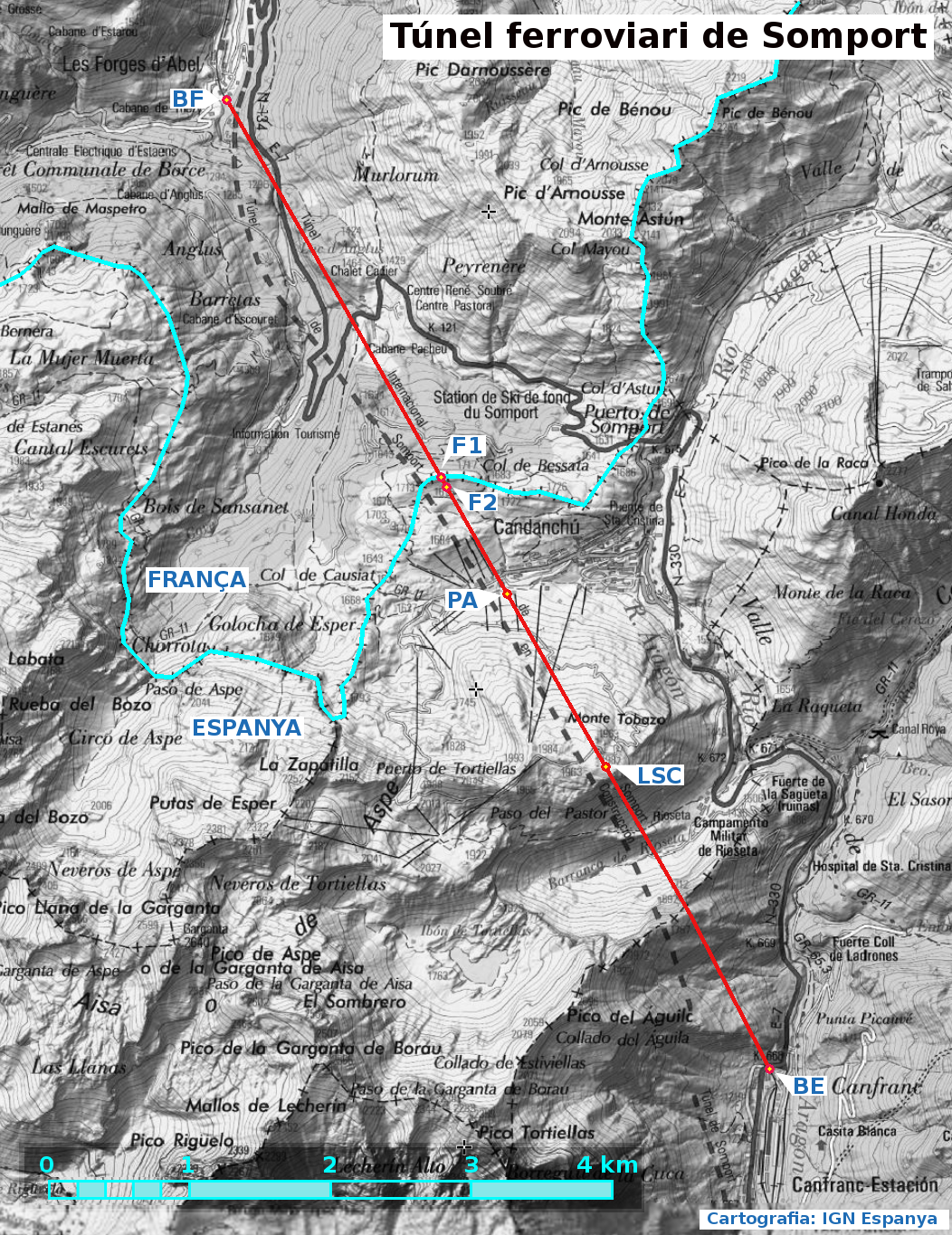
Túnel ferroviari de Somport. BE: Boca Espanya, LSC: Laboratorio Subterraneo Canfranc, PA: Punt més alt (1212 m), F2: Frontera interior, F1: Frontera superfície, BF: Boca França.

Amb el tancament de la secció francesa de la línia, el túnel no s'ha utilitzat més com a infraestructura ferroviària. Des de 1985, acull l'accés al Laboratori subterrani de Canfranc, dedicat a l'estudi de la matèria fosca. A partir de 2004, també s'ha utilitzat com a via d'evacuació d'emergència per al túnel viari de Somport. Per aquest motiu, les boques del túnel estan tancades i protegides amb reixes i portes. A la boca de Canfranc-Estació es pot accedir a uns metres dins del túnel, però l'accés a la boca francesa està restringit amb una tanca.
El 26 de setembre de 2024, el Ministeri de Transports i Mobilitat Sostenible sotmeté a informació pública l'Estudi Informatiu per a la reobertura del túnel. Es preveu una inversió d'uns 93 milions d'euros per restablir el trànsit ferroviari internacional, amb la retirada del revestiment actual del túnel, l'ampliació de la secció i la construcció d'un nou revestiment.
Col·lectius com CREFCO (Espanya) i CRELOC (França) reivindiquen la reobertura del tram Canfranc-Estació - Bedós, on encara es conserven túnels, ponts, viaductes, murs i la majoria d'elements que formaven la línia original.

## El nou túnel de Somport

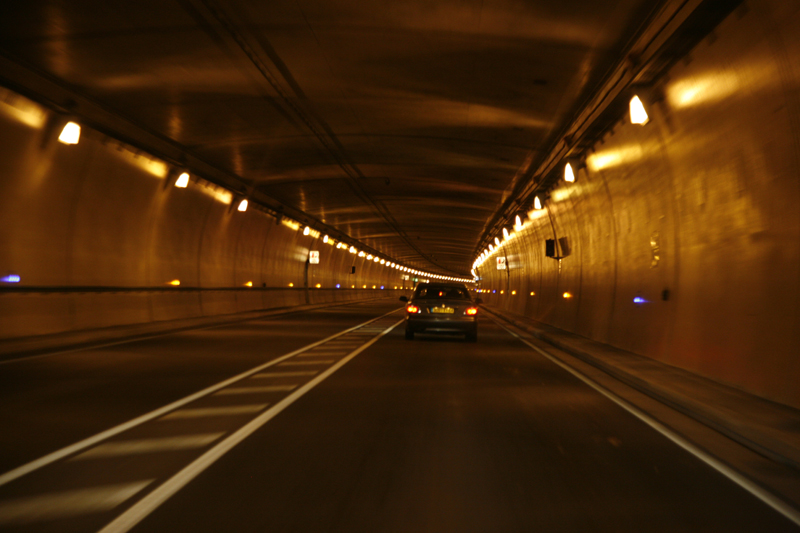
Imatge de l'interior del túnel carreter de Somport

El Túnel carreter de Somport, construït durant la dècada del 2000 per a salvar el port de Somport, utilitza el túnel ferroviari de Somport com a galeria d'emergència. Durant la construcció del túnel nou es van crear vuit galeries cada 400 metres entre els dos túnels que permeten, en cas d'emergència, evacuar tota la gent que hi pugui haver dins del túnel.
Si finalment es reobre la línia ferroviària, també es podrà utilitzar el túnel carreter com a galeria d'emergència, fet que permetrà ser un dels túnels més segurs de la xarxa ferroviària espanyola i francesa.